# Blue for You
| 전문가 평가        | 전문가 평가 |
| 평가 점수          | 평가 점수   |
| 출처               | 점수        |
| ------------------ | ----------- |
| AllMusic           | [ 2 ]       |
| Sea of Tranquility | [ 3 ]       |

《Blue for You》는 영국의 하드 록 밴드 스테이터스 쿠오의 아홉 번째 스튜디오 음반이다. 이 음반은 1976년 3월 12일에 발매되었으며, 1980년의 《Just Supposin'》까지 그들이 직접 프로듀싱한 마지막 음반이며, 이후 음반들은 눈에 띄게 가볍고 팝 지향적인 사운드를 갖게 되었다.
이 음반의 첫 번째 싱글인 릭 파핏의 〈Rain〉은 1976년 2월에 발매된 후 영국 차트에서 7위에 올랐다. B-사이드는 프랜시스 로시와 밥 영이 작곡한 비음반 트랙 〈You Lost the Love〉였다.
이 음반은 다음 달에 발매되었다. 그것은 영국 음반 차트에서 1위로 진입했고 3주 동안 머물렀고, 그것은 그들의 가장 성공적인 롱 플레이어 중 하나가 되었다. 미국에서는 블랙과 실버의 다른 커버로 발매되었으며, 음반에는 타이틀이 두드러지지 않았다.
그해 7월 발매된 파핏와 영의 〈Mystery Song〉의 편집된 버전은 음반의 두 번째 싱글이었고, 몇 달 후 11위로 정점을 찍었다. 1974년 음반 《Quo》에 수록된 파핏와 앨런 랭커스터의 〈Drifting Away〉는 싱글의 B-사이드 역할을 했다.
같은 해 12월, 밴드는 행크 톰슨이 유명하게 만들고 앨리 카터와 윌리엄 워런이 작사, 작곡한 곡인 〈Wild Side of Life〉의 커버를 발매하기로 결정했다. B-사이드는 새로운 로시와 랭커스터 작사, 작곡한 곡인 〈All Through the Night〉였다. 그 싱글은 9위에 올랐다.

## 배경
이 음반은 리바이스와의 타이인이 붙어 있어 재킷 사진에서는 멤버들이 청바지로 몸을 감싼 것 외에 영국 청바지 숍에서도 음반이 판매됐다.
이 음반이 발매된 후 앤디 본이 키보디스트로 정식 밴드에 가입했기 때문에 라인업으로는 마지막 음반이 됐다. 또한 밴드 자신에 의한 프로듀싱도 본작이 마지막이며, 그 결과 이후 음반에서는 사운드가 현저하게 라이트하게 그리고 팝화되고 있다.

## 곡 목록
| #  | 제목                      | 작사·작곡                    | 리드 보컬 | 재생 시간 |
| -- | ------------------------- | ---------------------------- | --------- | --------- |
| 1. | 〈Is There a Better Way〉 | 프랜시스 로시, 앨런 랭커스터 | 랭커스터  | 3:31      |
| 2. | 〈Mad About the Boy〉     | 로시, 밥 영                  | 로시      | 3:35      |
| 3. | 〈Ring of A Change〉      | 로시, 영                     | 로시      | 3:40      |
| 4. | 〈Blue For Yo〉           | 랭커스터                     | 랭커스터  | 4:08      |
| 5. | 〈Rain〉                  | 릭 파핏                      | 파핏      | 4:24      |

| #  | 제목               | 작사·작곡      | 리드 보컬 | 재생 시간 |
| -- | ------------------ | -------------- | --------- | --------- |
| 6. | 〈Rolling Home〉   | 로시, 랭커스터 | 랭커스터  | 3:01      |
| 7. | 〈That's A Fact〉  | 로시, 영       | 로시      | 4:20      |
| 8. | 〈Ease Your Mind〉 | 랭커스터       | 랭커스터  | 3:12      |
| 9. | 〈Mystery Song〉   | 파핏, 영       | 파핏      | 6:44      |

## 인증
| 국가                                                  | 인증        | 판매량/출하량 |
| ----------------------------------------------------- | ----------- | ------------- |
| 오스트레일리아 (ARIA)                                 | 3× 플래티넘 | 150,000^      |
| 네덜란드 (NVPI)                                       | 골드        | 25,000        |
| 프랑스 (SNEP)                                         | 골드        | 100,000*      |
| 뉴질랜드 (RMNZ)                                       | 플래티넘    | 15,000^       |
| 스페인 (PROMUSICAE)                                   | 플래티넘    | 100,000^      |
| 영국 (BPI)                                            | 골드        | 100,000^      |
| *판매량을 기반으로 한 인증 ^출하량을 기반으로 한 인증 |             |               |